# Харлисвил (Пенсилванија)
Харлисвил (енгл. Harleysville) насељено је место без административног статуса у америчкој савезној држави Пенсилванија.

## Демографија
По попису из 2010. године број становника је 9.286, што је 491 (5,6%) становника више него 2000. године.
| Група             | 2000.         | 2010.         |
| Белци             | 8.147 (92,6%) | 8.399 (90,4%) |
| Афроамериканци    | 230 (2,6%)    | 243 (2,6%)    |
| Азијати           | 197 (2,2%)    | 328 (3,5%)    |
| Хиспаноамериканци | 159 (1,8%)    | 219 (2,4%)    |
| Укупно            | 8.795         | 9.286         |